# Polemon II av Pontus
Polemon II av Pontus, död 74 e. Kr., var regerande kung av Pontus mellan 38 e.Kr. - 62 e. Kr Han regerade som romersk klientmonark och avsattes av kejsar Nero, som sedan annekterade kungariket Pontus och gjorde den till en romersk provins.